# لسلی-آن داون
لسلی-آن داون (انگلیسی: Lesley-Anne Down؛ زادهٔ ۱۷ مارس ۱۹۵۴) بازیگر، مانکن و خواننده اهل بریتانیا است. وی از سال ۱۹۶۹ میلادی تاکنون مشغول فعالیت بوده‌است.
از فیلم‌هایی که وی در آن نقش داشته‌است، می‌توان به سانست بیچ، پلنگ صورتی دوباره ضربه می‌زند، خیابان هانوور، فراطبیعی، بتسی، مرا بکش، مرگبار و گوژپشت نتردام اشاره کرد.